# Friedrich Ludwig Wilhelm Varnhagen
Friedrich Ludwig Wilhelm Varnhagen  (1783 — Lisboa, 1842) foi um engenheiro militar alemão, naturalizado português, que veio para o Brasil em 1809 juntamente com Eschwege e Feldner, contratado pela Coroa para construir os altos fornos da Real Fábrica de Ferro São João do Ipanema, na região de Sorocaba, na então Capitania de São Paulo. Nessa época era tenente-coronel.
Frederico Luiz nasceu no bairro de Wetterburg, na cidade de Arolsen, estado de Hesse, Alemanha. Seu pai, Johann Adolf Varnhagen, era pastor e historiador naquela cidade. Em 1802 estava na fábrica de ferro de Neubauer, em Waldeck, Alemanha, quando conheceu Guilherme Eschwege. Eschwege e Friedrich, então com 19 anos, vão para Portugal no ano seguinte a convite de José Bonifácio para a Fábrica de Ferro de Figueiró dos Vinhos. Em Portugal foi contratado para comandar as fundições portuguesas pelo período de dez anos.
Por recomendação de D.Miguel Pereira Forjaz, serviu com muita distinção no exército do Norte em Portugal na época da restauração, sendo empregado na fábrica da Foz D'Alge e quando da invasão francesa se uniu ao exército como 1º Tenente da Artilharia. Em 1831, Varnhagen foi demitido do serviço imperial brasileiro.
Veio ao Brasil em 1809, fez o projeto inicial da Fábrica de Ferro de Ipanema, mas foi preterido na direção, o comando foi dado à Carlos Gustavo Hedberg, com quem teve vários conflitos sobre os princípios técnicos que deveriam nortear a fábrica. Varnhagen afirmava que Hedberg não tinha conhecimentos para montar uma fábrica de grande porte como Ipanema e as intrigas entre ambos eram tão fortes, que existem vários documentos, inclusive uma recomendação feita em nome do príncipe regente D. João para que deixassem as vaidades de lado. Não surtiu efeito a recomendação e em 1811, Varnhagen é afastado e enviado para desempenhar funções na capitania de Minas Gerais.
Em 1812, com o apoio de D. Manuel de Assis Mascarenhas Castelo Branco de Costa Lencastre, o conde de Palma, terminou a construção de outra usina siderúrgica, denominada Fábrica Patriótica, perto de Congonhas do Campo, onde produziu ferro líquido.
Em 1814/ 1815, assumiu a Fábrica de Ferro de Ipanema após demissão de Hedberg. A fábrica remontava ao século XVI  e, até o fim do século XVIII, tinha enfrentado vários problemas que prejudicaram seu bom funcionamento. Sua antiguidade e características particulares atraíram vários visitantes ilustres, desde políticos como José Bonifácio, como homens de ciência como Eschwege, Feldner, Seiblitz e viajantes naturalistas como Barão de Olfers, Saint-Hilaire, von Natterer, Sellow, entre outros.
Construiu dois  Altos Fornos e duas forjas de refino, seguindo o padrão que conheceu em Portugal. Produziu o primeiro gusa em novembro de 1818, dando origem a produção de ferro gusa em escala industrial no Brasil. Conduziu 2 campanhas experimentais, até 1821. Em 1820 desentendeu-se com José Bonifácio e deixou o Brasil em 1821, quando  D. João VI voltou para Portugal. Lá foi nomeado administrador das matas nacionais do Reino.
Casou-se com a portuguesa Maria Flávia de Sá Guimarães e seu filho, o historiador  Francisco Adolfo de Varnhagen, nasceu em São João de Ipanema, atual Iperó.
Na área da imprensa, colaborou no periódico O Panorama (1837-1868).
Foi Administrador Geral das Matas do Reino de Portugal, nomeado por Portaria de 17 de Setembro de 1824, data em que foi criada a Administração Geral das Matas do Reino e seu Regulamento, no âmbito do Ministério da Marinha. Mais especificamente, foi administrador do Pinhal do Rei, tendo morado do Sítio da Fonte Santa, na povoação de Marinha Grande, em Leiria. Administrou o Pinhal, e escreveu o “Manual de instruções práticas sobre a sementeira, cultura e corte dos Pinheiros”, publicado em 1836. O Pinhal é todo dividido em áreas retangulares, conhecidas como “quadrados varnhagen”.
Faleceu em 1842 e está enterrado em Lisboa.